# Roger Martin (homme d'affaires)
Pour les articles homonymes, voir Roger Martin et Martin.
Roger Martin (né en 1943) est un ingénieur et homme d'affaires français.

## Biographie
Titulaire d'un master de sciences de l'Université de Berkeley, il est également diplômé de l'ESTP et du CPA. 
Entré chez Bourdin Chaussé comme ingénieur travaux en 1968, il est devenu directeur général de Cochery Bourdin Chaussé en 1985, puis président-directeur général en 1988. 
Président-directeur général d'Eurovia depuis 1996, il a été nommé directeur général adjoint de VINCI en 1997. Il est nommé directeur général délégué de Vinci en avril 2002.